# Go, Dog. Go! (kinderboek)
Go, Dog. Go! is een kinderboek uit 1961 geschreven en geïllustreerd door P.D. Eastman. Het beschrijft de acties en interacties van een groep zeer mobiele honden, die auto's en andere vervoermiddelen besturen in het kader van werk, spel, en een laatste mysterieus doel: een hondenfeest.
Het boek introduceert begrippen als kleur en relatieve positie met eenvoudige taal en humor. ("De blauwe hond is binnen. De rode hond is buiten.") Het boek helpt kinderen basisbegrippen en -handelingen te leren, zoals spelen, werken, naar boven gaan, naar beneden gaan. Het boek leert kinderen ook kleuren en brengt emoties over.
De honden in het boek gebruiken hun auto's om hen te helpen hun werk gedaan te krijgen en op plaatsen te komen. Door het hele boek heen lijken de details in Eastmans illustraties de lezer uit te nodigen om de diepere betekenis van kleine dingen op te merken.
In hun eerste optreden vraagt een roze hond aan een gele hond of hij haar hoed met bloemetje leuk vindt. Hij vindt van niet, dus gaan ze uit elkaar. Een paar bladzijden later zien we ze weer als ze op een scooter rijden. Zij heeft een hoed met een veer en weer vindt hij haar hoed niet mooi. Maar als ze uit elkaar gaan, heeft hij de veer meegenomen. De volgende keer dat we ze samen zien, zijn ze aan het skiën. De gele hond houdt niet van de lange skimuts die de roze hond draagt. Als ze weggaan, zegt ze hem gedag. In hun laatste ontmoeting vindt haar muts - nu nog uitgebreider - eindelijk de goedkeuring van de gele hond. Op deze manier wordt ondanks de eenvoud van de tekst een relatieontwikkeling tussen de personages getoond. Het laat interactie zien wanneer de honden elkaar ontmoeten. Door het hele boek heen is de ontknoping ongrijpbaar, maar aan het eind hebben alle honden een wild feest.

## Televisieserie
Go, Dog. Go! is ook de naam van een educatieve computergeanimeerde kinderserie gebaseerd op het boek, die voor Netflix werd ontwikkeld door Adam Peltzman.